# Givisiez
Givisiez (antiguamente en alemán Siebenzach) es una comuna suiza del cantón de Friburgo, situada en el distrito de Sarine. Limita al noroeste con las comunas de Belfaux y La Sonnaz, al noreste con Granges-Paccot, al este con Friburgo, al sur con Villars-sur-Glâne, y al oeste con Corminboeuf.